# Air Muring
Air Muring is een bestuurslaag in het regentschap Bengkulu Utara van de provincie Bengkulu, Indonesië. Air Muring telt 2281 inwoners (volkstelling 2010).